# Колеснік Карина Максимівна
Кари́на Макси́мівна Коле́снік — українська важкоатлетка-сумоїстка. Дворазова чемпіонка світу, дев'ятиразова чемпіонка Європи, майстер спорту України міжнародного класу.

## З життєпису
Проживає в місті Дніпрорудне. Прийшла у сумо з вільної боротьби. Вихованка спортивного клубу «Хорта» із Запорізького району; тренував Роман Олексійович Білка. Стала дворазовою чемпіонкою світу серед юніорів; по тому — здобула світове срібло серед дорослих (вагова категорія 65 кг).
2016 в Улан-Баторі відбувся Чемпіонат світу з сумо серед юніорів, чоловіків та жінок. Здобула «золото» у своїй ваговій категорії (до 60 кілограмів).
В жовтні 2023 року у Токіо на чемпіонаті світу з сумо стала чемпіонкою світу — вона та Іванна Березовська (вагова категорія + 80 кг).
Всесвітні ігри-2022 — срібна нагорода.